# Jos Pelgrims
Jos Pelgrims (Aarschot, 7 augustus 1926 - Rillaar, 9 september 2021) was een Belgisch advocaat en christendemocratisch politicus voor de CVP.

## Levensloop
Pelgrims volgde humaniora Grieks-Latijn aan het Heilig-Hartcollege, waar hij behoorde tot de eerste promotie van 1945 samen met Bob Boon en Jacques De Staercke. Pelgrims was voorzitter van het Katholiek Studentencorps te Brussel. Van beroep was hij advocaat, alsook een tijdlang stafhouder van de Orde van Advocaten bij de balie te Leuven.
Ook was hij politiek actief. Hij was van 1959 tot 1972 schepen van onderwijs te Aarschot en van 1972 tot 1976 burgemeester van deze stad. Hij volgde in deze hoedanigheid Jan Van Nuffelen op. Zelf gaf hij de burgemeesterssjerp door aan Jos Daems. Pelgrims speelde onder meer een belangrijke rol in de bouw van de industriezone waar enkele belangrijke bedrijven zoals Duracell zich vestigden. In 1973 mocht hij koning Boudewijn verwelkomen in de stad en maakte hij van Aarschot een echte scholenstad.
Hij overleed op 95-jarige leeftijd in het woonzorgcentrum Sint-Jozef te Rillaar. Zijn uitvaartplechtigheid vond plaats in de Onze-Lieve-Vrouwekerk te Aarschot. Een laatste rustplaats kreeg hij op de stedelijke begraafplaats.